# Mnemosyne araguensis
Mnemosyne araguensis är en insektsart som beskrevs av Van Stalle 1987. Mnemosyne araguensis ingår i släktet Mnemosyne och familjen kilstritar.
Artens utbredningsområde är Venezuela. Inga underarter finns listade i Catalogue of Life.